# Grand bi
Le grand bi est un type de bicyclette qui possède une roue avant d'un très grand diamètre et une roue arrière beaucoup plus petite. L'intérêt de la grande roue avant est d'augmenter la distance parcourue pour un tour de pédale. Le grand bi apparaît en 1871 et connaît une grande popularité parmi les sportifs pendant les années 1871 et 1880 mais est relativement peu utilisé par les amateurs et le public à cause de sa dangerosité. Il est supplanté à partir de 1890 par la bicyclette de sécurité, ancêtre de la bicyclette moderne.

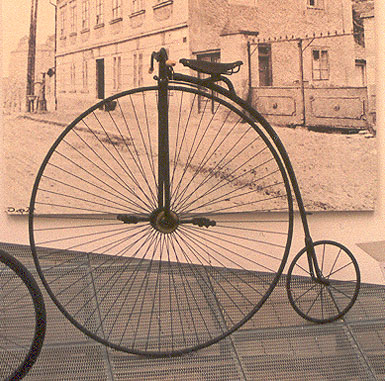
Grand bi du musée Škoda en République tchèque.

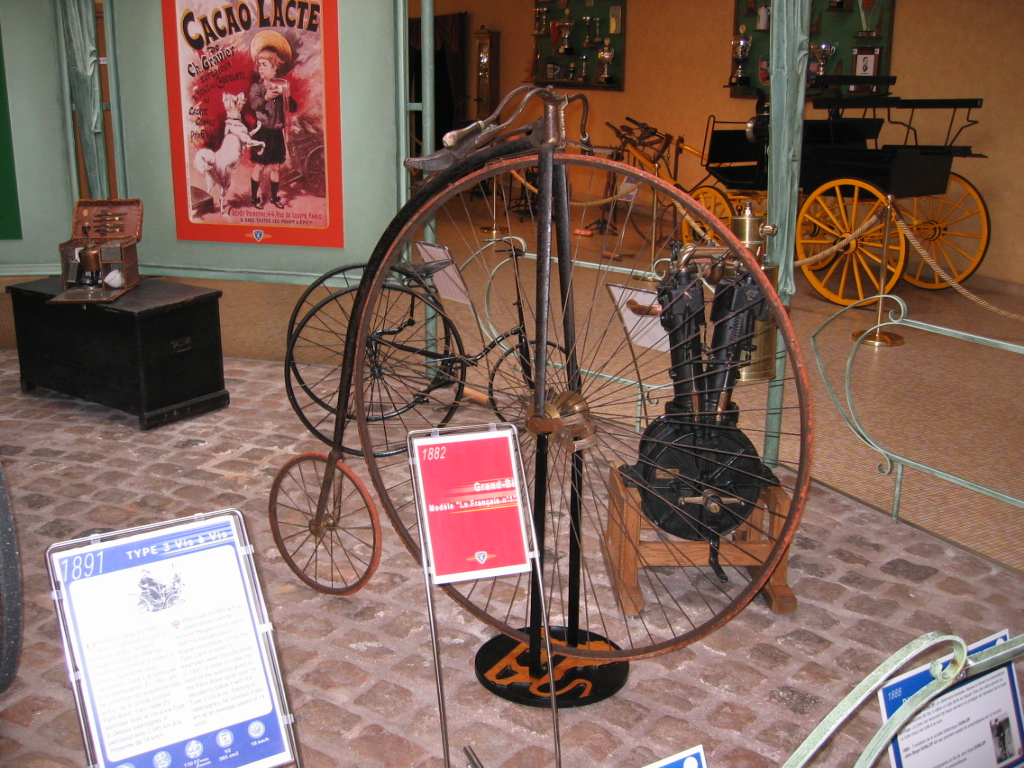
Grand bi Cycles Peugeot de 1882, modèle « le Français no 1 » du musée de l'Aventure Peugeot en Franche-Comté.

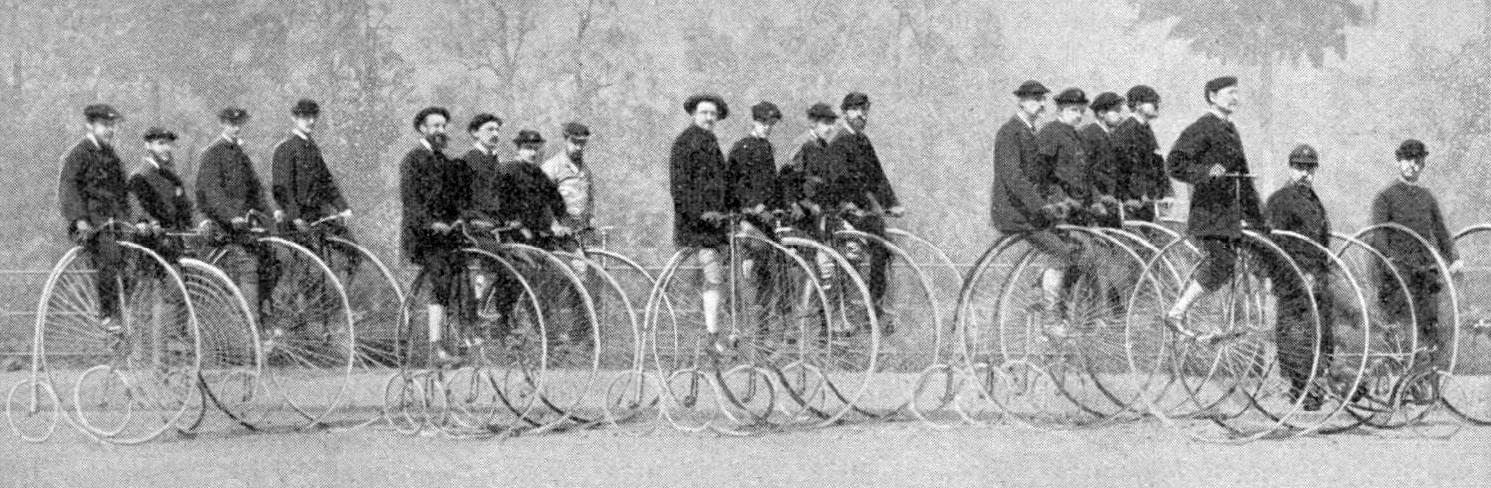
Sortie en grand bi des membres de la Société vélocipédique métropolitaine de Paris en mai 1882 (Civry, président, et Clément-Bayard, vice-président, en tête, à pied).

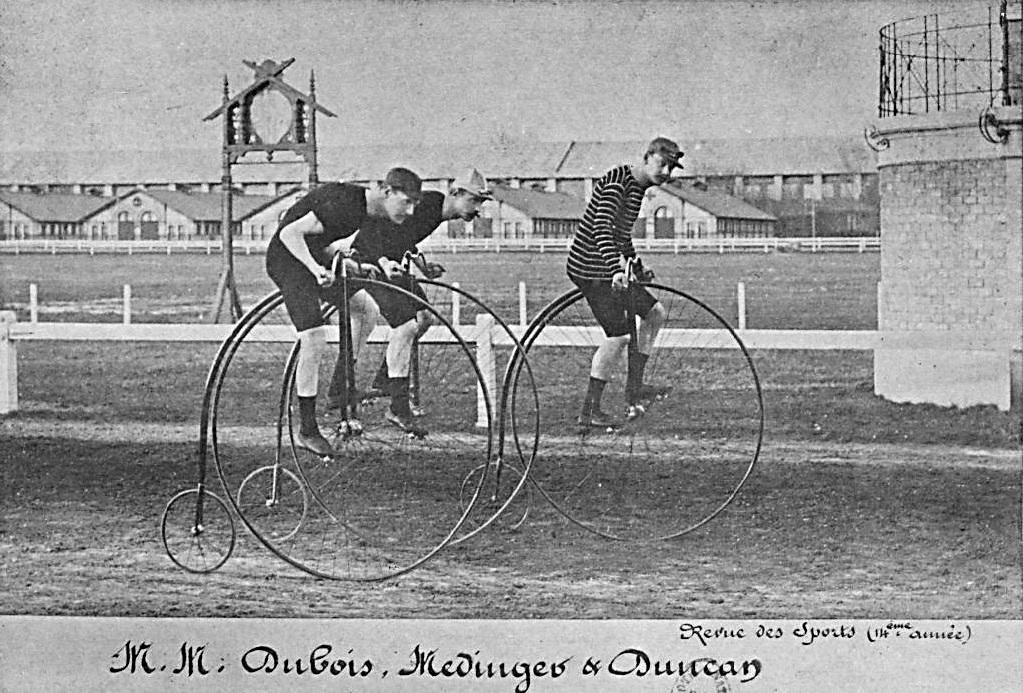
Une course de grand bi, fin 1888.

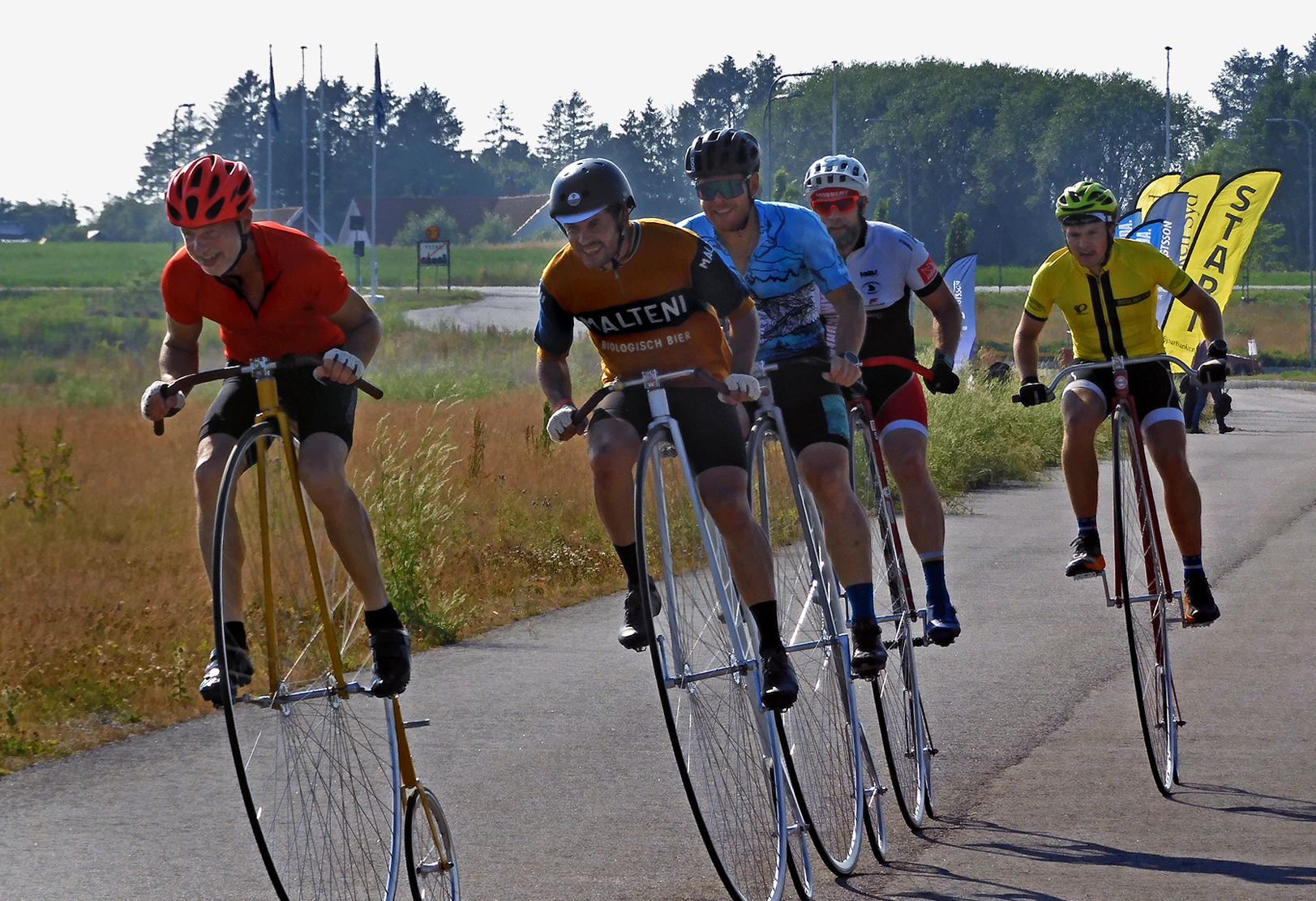
Compétition grand bi à Ystad 2021.

## Historique
Le grand bi apparaît à une période où l'intérêt du grand public pour le vélocipède français a largement diminué. Il reste toutefois un fort intérêt pour les courses cyclistes. Ce sont ces dernières qui motivent l'apparition du grand bi. L'augmentation de la taille de la roue avant, sur laquelle sont attachées les pédales, permet en effet d'obtenir des vitesses plus élevées. Plus une roue est grande, plus la distance parcourue est importante à chaque tour de pédale. En parallèle, comme la vitesse de pédalage est limitée, la taille des roues connaît une croissance importante pour que les vitesses atteintes puissent augmenter.
Un des premiers modèles préfigurant le grand bi est celui utilisé par le coureur cycliste James Moore lors du Midland Counties Championship à Wolverhampton en 1870. La roue avant avait un diamètre de 120 cm et une roue arrière deux fois plus petite. Il était construit par Eugène Meyer, un artisan français. En 1871, James Starley et William Hillman produisent l'Ariel, un modèle semblable à celui de Moore avec un diamètre de 120 cm,  vendu au prix relativement bas de 8 £, et obtient un beau succès commercial, y compris auprès des pratiquants occasionnels.
Des diamètres de plus en plus grands apparaissent pour améliorer les performances : 130 cm, 140 cm et jusqu'à 150 cm avec une roue arrière ne dépassant pas les 40 cm de diamètre. Ces modèles permettent de faire tomber les records, 1 mille en 3 minutes, 10 milles en 36 minutes en 1872 et permettent aux coureurs de tenir un rythme élevé sur de plus longues distances, et une vitesse en sprint de plus de 30 km/h,. Les coureurs utilisaient en général la plus grande taille de roue possible par rapport à leur taille.

## Description

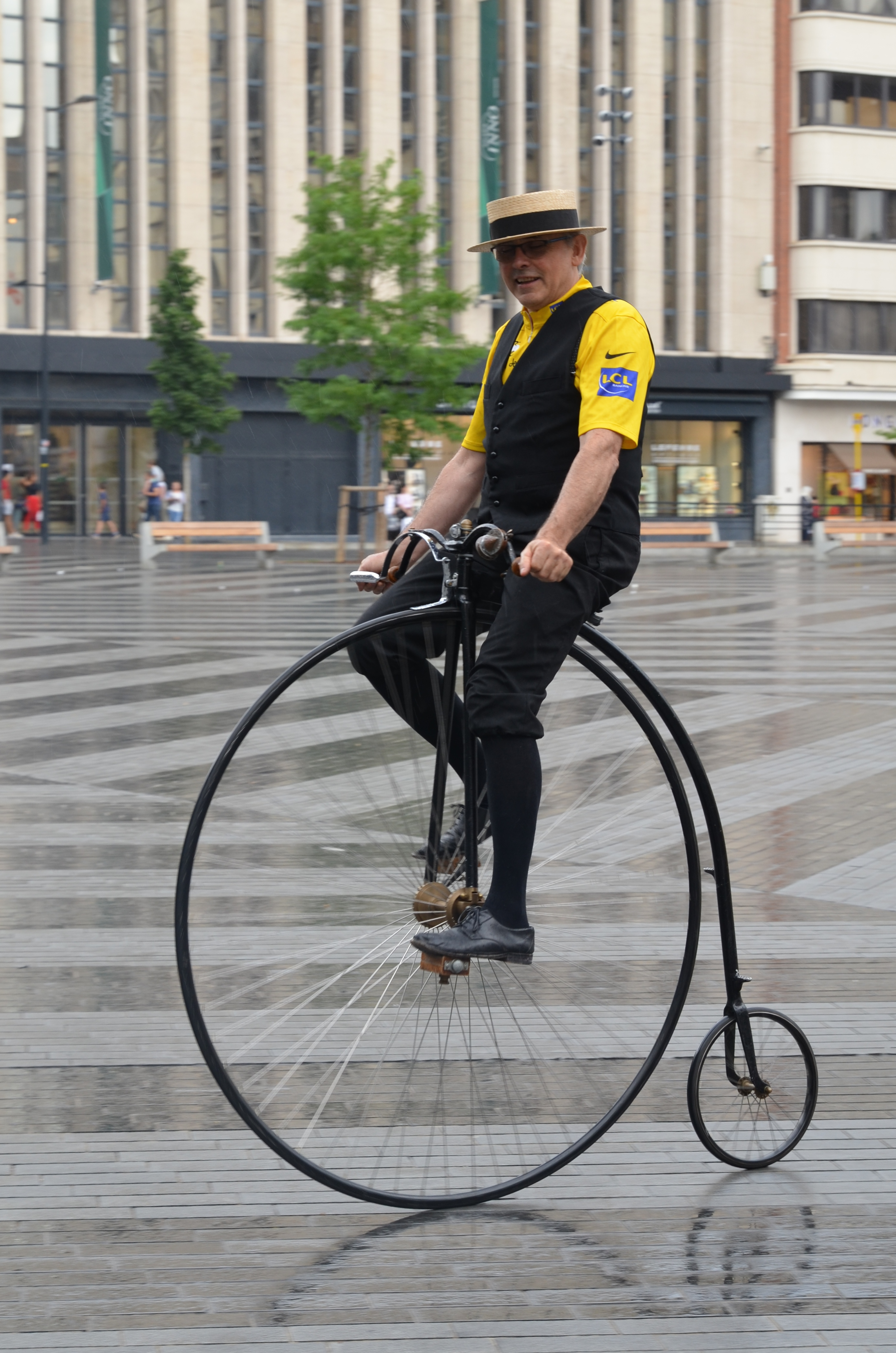
Grand bi en utilisation, 2019.

Le grand bi possède une roue avant d'environ 120-130 cm de diamètre et une roue arrière ne dépassant pas 40 cm de diamètre. La roue motrice est la roue avant, sur laquelle sont attachées des pédales. C'est le premier type de bicyclette sur lequel le cycliste pose l'avant de ses pieds sur les pédales, plutôt que le milieu, ce qui permet de gagner en efficacité de pédalage.
Il n'y a pas de roue libre, le cycliste etant donc obligé de pédaler en permanence. Les roues sont en acier, et sont entourées d'une fine bande de caoutchouc, afin de diminuer les chocs de la route. Les tubes du cadre sont en acier léger.
La selle est placée très en avant, légèrement en arrière de l'axe de la roue avant. Certains modèles possèdent une marche qui aide à la montée.
Les vitesses moyennes atteignent entre 10 et 15 km/h,.
Certains grands bis eurent ainsi des roues d'un diamètre de près de 150 cm. Ils étaient donc rapides, mais considérés comme dangereux. Le cycliste se trouvait très haut perché tout en avançant à grande vitesse. En cas d'incident, il pouvait ainsi être projeté par-dessus la roue avant. La nature dangereuse de ces cycles les réservait plutôt aux jeunes hommes aventureux et les rendait peu attirants aux yeux du grand public, en particulier à cause de la difficulté de l'apprentissage, l'impossibilité de rester sur la selle à l'arrêt, la difficulté pour monter et descendre du grand bi et les conséquences importantes lors d'une chute.
Son utilisation par les pratiquants occasionnels ou en tant que véhicule utilitaire est limitée. On connaît cependant l'utilisation d'une forme primitive de grand bi par des coursiers à vélo parisiens dans les années 1870.

## Popularité

Évolution de la bicyclette de la draisienne de 1818 à nos jours, en passant par le grand bi vers 1870.

Le grand bi est très populaire dans les années 1870 en Angleterre parmi les sportifs et les pratiquants de loisirs. De nombreuses courses sont organisées, attirant des centaines de spectateurs, dont certaines sont des courses entre un cycliste et un cheval ou une carriole tirée par un cheval. De nombreux clubs voient le jour, permettant aux pratiquants de rouler en groupe et d'organiser des voyages importants. Les membres du Middlesex Bicycle Club font ainsi en 1873 le trajet de Londres à John o' Groats, soit 1 100 km en deux semaines. Le cyclisme devient également un sport universitaire, Cambridge et Oxford créant un club de pratiquants en 1874.

## Anecdotes
Le cycliste américain Thomas Stevens fut le premier à accomplir le tour du monde sur un grand bi. Parti de San Francisco le 22 avril 1884, il arrive à Yokohama le 17 décembre 1886.
Parmi les autres conducteurs notables de grand bi sont à citer Willy Tischbein et Albert Laumaillé ; Marie Marvingt fut la première femme française à s'y distinguer, en 1905. Une cycliste canadienne, Louise Armaindo, a couru sur grand bi dès 1882 aux États-Unis. Pour ses premières courses, elle concourt contre des hommes car il n'existe pas encore de championnat féminin.

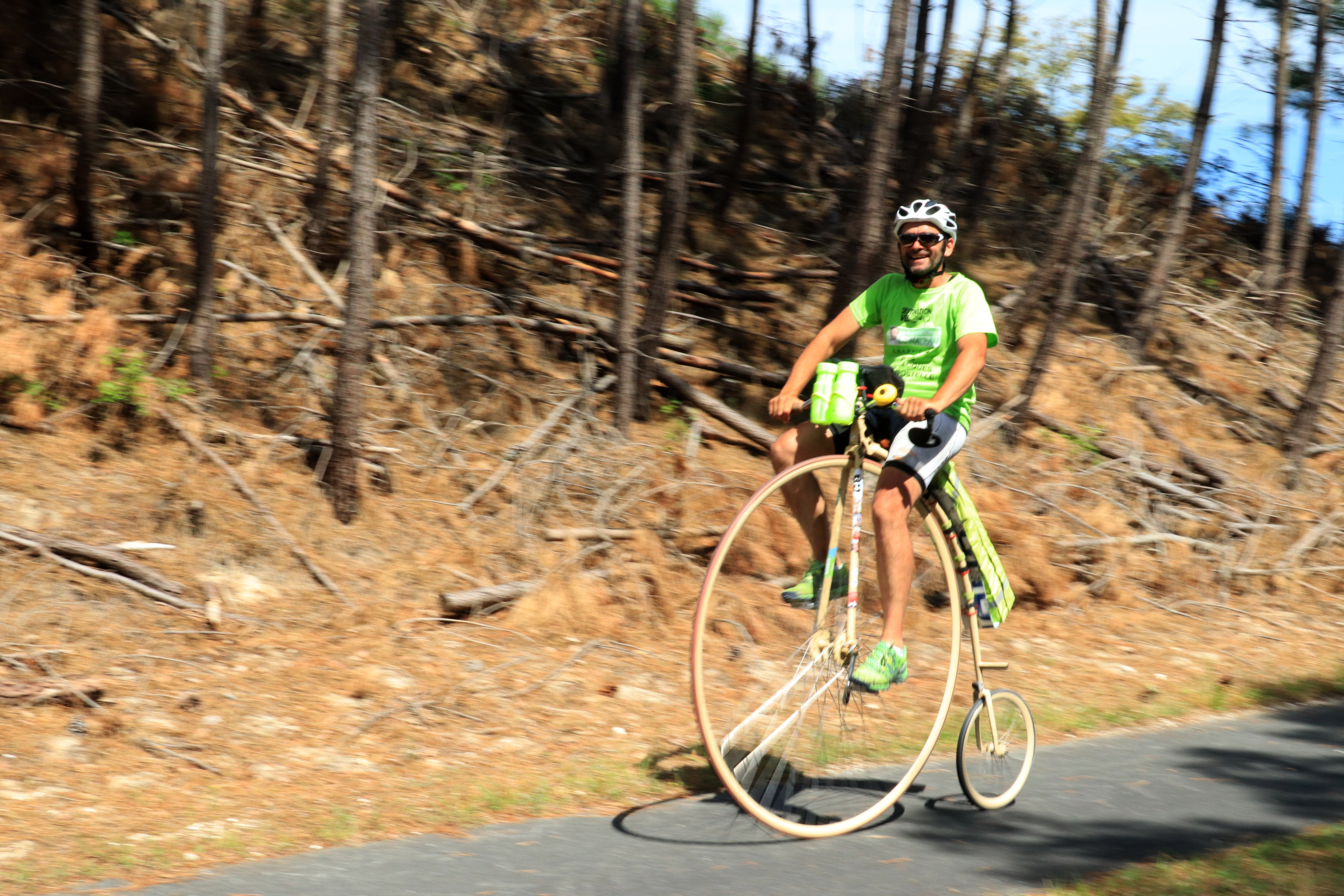
Benoît Guerre parcourant 1600 km en grand bi pour une bonne cause, photographié ici entre Soulac-sur-Mer et Lacanau.

Du 3 juin 2023 au 17 juin 2023, Benoît Guerre a fait le chemin de Paris à Saint-Jacques-de-Compostelle en grand bi en solitaire, dormant à la belle étoile, parcourant ainsi 1 600 km en deux semaines pour lever des fonds au profit d'une association venant en aide aux enfants atteints de cancer.
Le Français Marc Brunet a parcouru 1 200 km en plusieurs étapes afin de rejoindre le port d'Anvers, où était stationné pour quelques mois le plus grand navire-hôpital du monde, en vue de récolter des fonds pour ce projet.

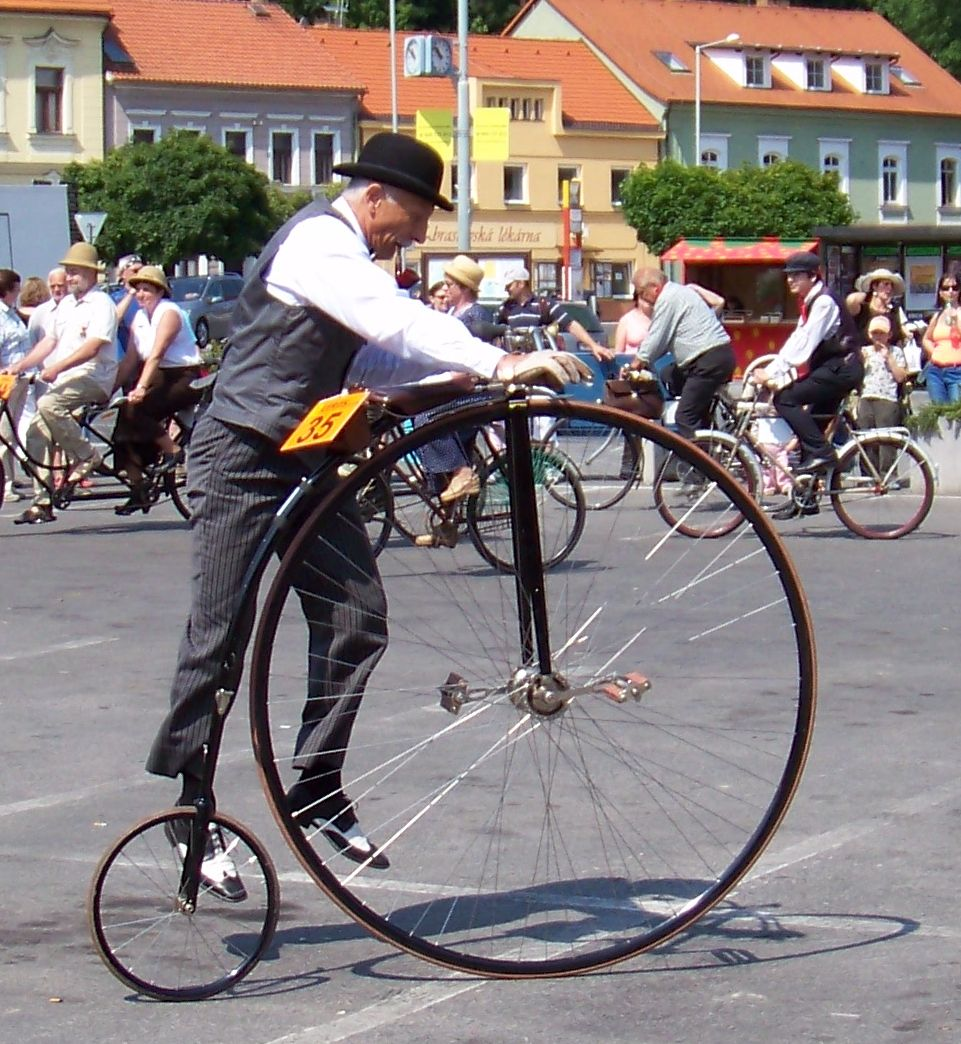
Monter avec élégance.
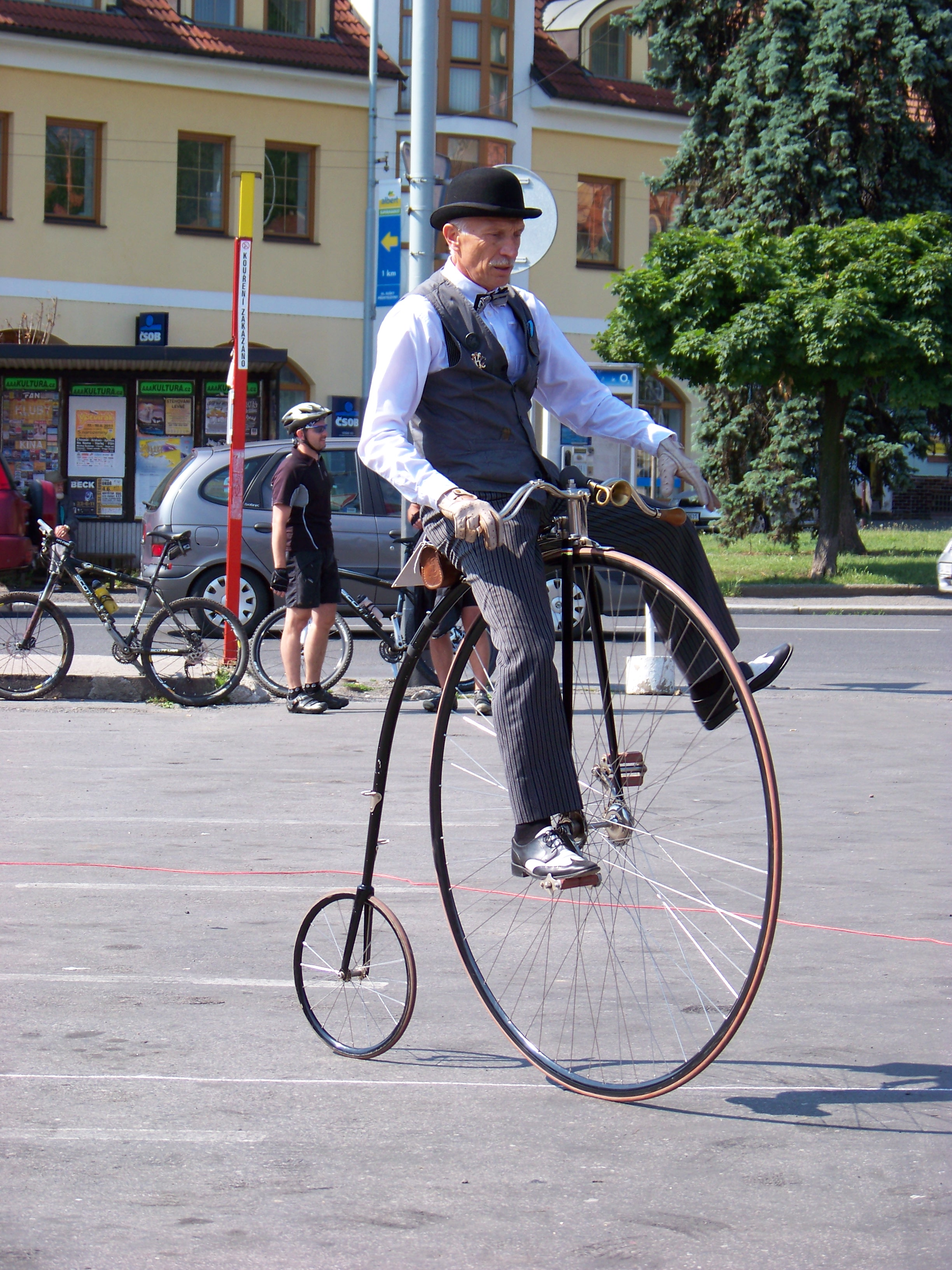
Perché sur la grande roue.
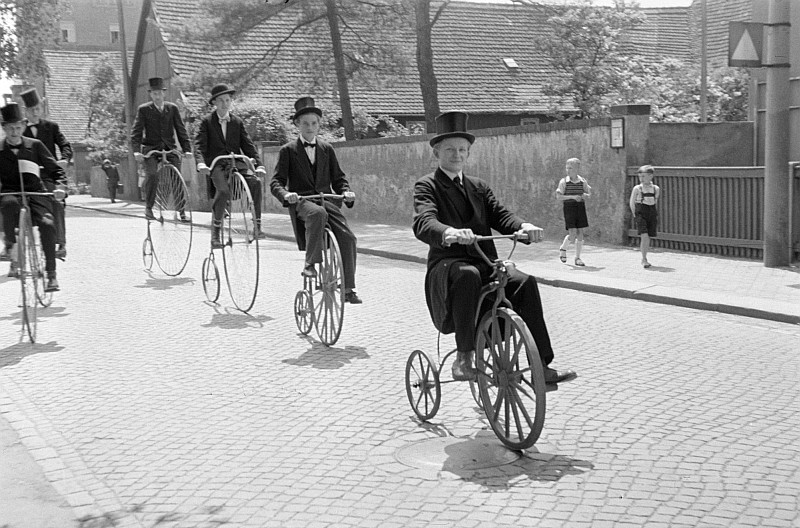
Grands bis allemands derrière un tricycle (1947).

## Sources